# Francisco de Paula Freire de Andrade
Francisco de Paula Freire de Andrade (Rio de Janeiro, 1752 – Luanda, 29 de março de 1808) foi um militar brasileiro, participante da Inconfidência Mineira.

## Biografia
Filho natural de José António Freire de Andrade, 2.º conde de Bobadela, com Maria do Bom Sucesso Correia de Sá (n. c. 1729), seguiu como seus antepassados a carreira militar. 
Foi tenente coronel dos dragões do regimento de Minas Gerais em 1789.  Apesar do posto militar, patrocinou muito a conspiração republicana de Tiradentes chamada Inconfidência Mineira, e não só entrou nela, como franqueava a casa para ali se reunirem os conjurados. Quando se descobriu a conspiração, foi preso, mas escapou à morte, talvez por pertencer à nobre família dos Freires de Andrade. Seu castigo foi o desterro para Pedras d'Angola, Moçambique, para onde partiu em 1792.
Apesar do seu grande desejo de voltar à pátria, só obteve licença em 1808, depois que a família real partiu para o Rio. Mas o destino não o deixou realizar o desejo pois morreu em 13 de dezembro de 1808 em Luanda.
Casou-se com Isabel Carolina de Oliveira Maciel, filha do capitão-mor José Alves Maciel e neta do coronel Maximiano de Oliveira Leite. Foi pai do barão de Itabira e da primeira baronesa do Bonfim.